# Lügde
Lügde è una città di 9 244 abitanti della Renania Settentrionale-Vestfalia, in Germania.
Appartiene al distretto governativo (Regierungsbezirk) di Detmold e al circondario (Kreis) della Lippe.
Oltre al capoluogo, comprende i centri abitati di Elbrinxen, Falkenhagen, Harzberg, Hummersen, Köterberg, Niese, Rischenau, Sabbenhausen, Wörderfeld.